# Número binomial
En matemáticas, específicamente en teoría de números, un número binomial es un número entero que puede obtenerse dando valores a un polinomio homogéneo que contiene dos términos. Es una generalización de un número de Cunningham.

## Definición
Un número binomial es un número entero obtenido dando valores a un polinomio homogéneo que contiene dos términos, también llamado binomio. La forma de este binomio es {\displaystyle \scriptstyle x^{n}\,\pm \,y^{n}}, con {\displaystyle \scriptstyle x\,>\,y} y {\displaystyle \scriptstyle n\,>\,1}. Sin embargo, dado que {\displaystyle \scriptstyle x^{n}\,-\,y^{n}} siempre es divisible por {\displaystyle \scriptstyle x\,-\,y}, al estudiar los números generados a partir de la versión con el signo negativo, se suelen dividir primero por {\displaystyle \scriptstyle x\,-\,y}. Los números binomiales formados de esta manera forman sucesiones de Lucas. Específicamente:
{\displaystyle U_{n}(a+b,ab)={\frac {a^{n}-b^{n}}{a-b}},} y {\displaystyle V_{n}(a+b,ab)=a^{n}+b^{n}}
Los números binomiales son una generalización de los números de Cunningham, de forma que un número de Cunningham es un número binomial en el que {\displaystyle \scriptstyle y\,=\,1}. Otros subconjuntos de los números binomiales son los números de Mersenne y los Repunit.

## Factorización
La principal razón para estudiar estos números es obtener sus factorización. Aparte de los factores algebraicos, que se obtienen mediante Factorización, el polinomio subyacente (binomio) que se usó para definir el número, hay otros números primos (llamados factores primos primitivos, porque para un {\displaystyle \scriptstyle x^{n}\,\pm \,y^{n}} dado no factorizan {\displaystyle \scriptstyle x^{m}\,\pm \,y^{m}} con {\displaystyle \scriptstyle m\,<\,n}) que se presentan aparentemente al azar, y son éstos los que busca el teórico de números.
Los binomios subyacentes de algunos números binomiales tienen factorización aurifeuilliana, lo que puede ayudar a encontrar números primos. Los polinomios ciclotómicos también son útiles para encontrar factorizaciones.
La cantidad de trabajo necesaria para buscar un factor se reduce considerablemente aplicando el teorema de Legendre. Este teorema establece que todos los factores de un número binomial son de la forma {\displaystyle \scriptstyle kn\,+\,1} si {\displaystyle \scriptstyle n} es par o {\displaystyle \scriptstyle 2kn\,+\,1} si es impar.